# 蓋瑞·懷特
蓋瑞·約翰·懷特（Gary John White，1974年7月25日—），生於英格蘭南安普敦，英国足球教練，擔任過多支足球代表隊及職業足球隊的總教練。他在執教英屬維京群島隊、巴哈馬隊、關島隊及中華台北隊期間，幫助球隊排名大幅上升，被稱為「魔法教頭」
，另外在中國足球協會甲級聯賽數次保級的經歷，也使他獲譽「保級專家」。

## 球員生涯
加利韋特生於英國東南區漢普郡的南安普敦，成年後也被當地的青年足球隊所選中，還被視為一個未來之星。在1994年和澳洲職業聯賽球會費里曼圖精神簽約，效力兩年後回到英國加盟伊斯米安聯賽球會博格內吉斯。韋特於21歲時就棄半職業球員身份，他在本土的機會有限，所以遠赴澳洲開辦自己的足球學校，教導年輕球員。

## 教練生涯

### 英屬維京群島
在1998年，韋特得知國際足協向一些小國的足協提供資助，以發展他們的足球及聘請外籍教練。結果他在6個星期後就成為英屬維京群島的總教練，在2000年美洲金盃的資格賽取得成功後，讓該隊的世界排名上升了28名。當時24歲的懷特也是世界上最年輕的國家隊教練。

### 巴哈馬
在1999年，懷特與巴哈馬足球代表隊簽約。期間又幫助了該隊世界排名上升了55名，執教能力備受稱讚。他在加勒比海度過了不俗的九年，接著在西雅圖為美國的青訓出力。

### 西雅圖海灣者
自離開巴拿馬後，懷特擔任了西雅圖海灣者足球俱樂部的青訓總監直到關島足協向懷特發出了邀請。

### 關島
在2012年，韋特深得關島足協主席黎錦豪的賞識，於2012年2月1日接手關島國家隊總教練，在2014年亞洲挑戰盃中以3－0歷史第一次擊敗中華台北隊，隨後又以2－0打敗柬埔寨，再與寮國1－1戰平，屢屢創下不可思議的奇蹟。

### 上海申鑫
懷特於2016年中國足球甲級聯賽途中接任上海申鑫足球俱樂部總教練一職，最終成功幫助申鑫保級，同時也在賽季結束後離隊。

### 中華台北
2017年9月15日起，懷特擔任中華台北男子足球代表隊總教練，此前的中華台北隊才剛於亞洲盃資格賽中0－5大敗於巴林，懷特接掌兵符後隨即在同年10月5日的友誼賽以4－2擊退蒙古，5日後又以2－1擊退再次交手的強敵巴林隊，因此被冠上了神奇教頭的稱號。儘管後來1－2兵敗土庫曼無緣晉級亞洲盃會內賽，但在懷特的執教下中華台北隊的FIFA世界排名仍屢創新高。
2017年底，中華民國足球協會舉辦中華足協國際邀請賽，中華台北於台北田徑場對陣菲律賓隊﹑東帝汶隊及寮國隊。中華隊面臨三連戰的賽程，懷特領軍之下依然以3－0﹑3－1及2－0贏得主場三連勝與中華男足自1958年東京亞運以來的首个冠軍頭銜並締造了主場5連勝，而在2018年的亞洲盃資格賽第三輪最後一回合，中華台北隊已無緣晉級，但在懷特執教下依然在主場作戰贏了新加坡隊，達成主場6連勝並期許中華台北隊排名能提升至百名內。
2018年6月，懷特領軍中華隊備戰2018年亞運足球比賽及2019年東亞盃足球賽而參與2018年英雄盃國際足球邀請賽，最終賽果分別以0－5﹑0－1及0－4負於印度隊﹑紐西蘭隊及肯亞隊。
2018年7月，雅加達亞運足球比賽因為報名職稱有限，中華台北教練團經討論決定由台籍教練執行為主，因此懷特僅作為亞運足球比賽的技術顧問參與亞運賽事。亞運首場比賽中華U23逼平巴勒斯坦隊，後續三場賽事分別以0－4負於印尼隊﹑0－4負於香港隊及0－2負於寮國隊，以四戰0進球、失10球的成績被淘汰。
亞運賽事結束後，懷特再度領軍中華台北在9月7日於台北田徑場對陣馬來西亞隊，比賽以2－0獲勝，懷特成功地保持主場七連勝，同時這也是懷特執教中華台北的最後一場賽事，懷特在比賽結束後便赴香港準備接任香港隊總教練的相關事宜。
懷特任內帶給中華台北不少勝利，令排名提升至中華台北的歷史新高121名，離任時排名亦維持在123名，此外也締造主場7連勝的紀錄，並且許多媒體、支持者稱懷特為「神奇教頭」、「魔法教頭」，懷特亦引發許多與之相關的事件，然而也引起一些反對懷特行事作風或質疑其爭議的球迷譏諷為「白賊」，如懷特以逾期報到解召旅歐球員周定洋促使當事人出示經懷特同意不須在抵台當日報到的簡訊、遭爆料於擔任關島隊總教練時期與中華足協涉及比數紀錄的呈報爭議以及兼差中國U19男足顧問之疑慮等等。

### 香港
香港隊總教練自金判坤離任後帥位便空懸多日，2018年7月時就曾傳出香港隊新任總教練將在懷特、甘巴爾及奇雲·邦特之中決定。兩個月後，懷特率領中華隊於主場對陣馬來西亞隊的比賽結束後，翌日即赴香港準備接任香港隊總教練一職。
懷特在正式上任之前遭到部分人質疑，如前港足代表陳偉豪即質疑懷特並不適任。香港足球總會董事梁芷珊則稱總教練遴選不符合程序，將以辭職來反對懷特上任。2018年9月10日，懷特正式出任香港隊及香港U23的總教練。此外，當日的記者會韋特表示僅他一人赴港執教並沒有團隊陪同及希望球員有Die for Hong Kong的決心，香港足總行政總裁薛基輔則在會中解釋了招聘新任總教練的程序並說「韋特是獲董事會支持的情況受聘為港隊主教練。」以此回應外界對選帥的質疑。
懷特執教香港隊的首要任務便是從2019年東亞足球錦標賽資格賽出線，所以懷特上任一個月後便為備戰安排兩場友誼賽，在兩場賽事繳出0－1負泰國隊及1－1平印尼隊的成績。隨後在11月懷特領香港隊於2019年東亞足球錦標賽資格賽先以2－1贏過前東家中華隊並收穫於香港執教的首場勝利，接著以0－0平北韓及5－1勝蒙古令香港憑藉著淨勝球優勢闖入東亞盃決賽圈。雖然懷特甫執教香港隊便取得成功，但在同年12月11日，懷特正式辭去香港隊總教練職務，並轉往日本繼續教練生涯。

### 東京綠茵
2018年12月12日，日本J2聯賽球隊東京綠茵正式宣布由懷特執掌兵符，至2019年7月懷特繳出7勝7敗8和，排第13名的成績，並隨著於天皇盃第二輪負於法政大學後因戰績因素遭解雇。

### 南通支云
2019年8月20日，中甲球队南通支云宣布懷特就任主教练。他上任後，在餘下的八輪賽事中取得三勝三平二負，同時在末六輪連續不敗，並且從該屆中甲冠軍青島黃海手中，拿下勝場。懷特領軍取得的十二積分，令南通隊成功保級。懷特率隊保級後，在2019年12月獲得續約。事隔三月，南通支云於2020年3月31日宣布懷特辭任主教练，並由谢晖接替。

### 苏州东吴
苏州东吴在2020赛季中甲联赛第一阶段结束后确定进入保级组，球队宣布刘俊威不再担任主教练。怀特率领球队备战第二阶段比赛，但苏州东吴官方并未宣布怀特上任的消息。最终怀特率领苏州东吴在第二阶段比赛中取得2胜2平1负，位居保級組第一名的成绩，成功保级。北京时间2022年7月17日，中甲球队苏州东吴官方确认了教练组的调整情况，蓋瑞·懷特不再担任主教练一职，原江苏舜天队长陆博飞正式接任。

### 二度執教中華台北
2023年5月2日，懷特再度擔任中華台北男子足球代表隊總教練。

## 外部連結
- Gary White （页面存档备份，存于）